# Telekurier
Telekurier (od 8 października 2007 do 25 września 2009 nazwa programu miała dopisek Bliżej Ciebie) – magazyn interwencyjny TVP3 (wcześniej TVP Info i TVP Regionalnej) realizowany przez poznański ośrodek TVP, tworzony przez reporterów Telewizji Polskiej z całego kraju.
Pierwsze wydanie Telekuriera nadano 2 lutego 2000 – poprowadził je Tadeusz Zwiefka. W ciągu tygodnia emitowanych jest sześć wydań.
Do 2013 roku program w okresie wakacji nie był nadawany (zamiast niego emitowane były dodatkowe wydania „Raportu z Polski”). Od 2014 roku program emitowany jest też przez całe wakacje (o 16:00 zamiast Raportu z Polski na okres wakacji).

## Kronika zmian
Na początku Telekurier posiadał niebiesko-pomarańczowe studio i taką oprawę graficzną. Od 23 stycznia 2006 do 1 stycznia 2007 miał czołówkę, oprawę graficzną i scenografię koloru zielonego z pasami. 2 stycznia 2007 zmieniono kolor scenografii z zielonego na czerwony, co było związane ze zmianą oprawy graficznej TVP3. Autorami zmian są Jakub Psuja i Maciej Ćwiek. 1 sierpnia 2008 Telekurier zmienił swoją czołówkę na zgodną z nowym standardem TVP Info. Początkowo była to czołówka z sygnałem TVP Info, a następnie był to stary sygnał dźwiękowy. 28 września 2009 Telekurier, tak jak inne programy TVP Info, zmienił swoją oprawę muzyczną i graficzną. 25 stycznia 2011 zaprezentowano specyficzne kadrowanie i specyficzne loty kamerowe. Obecna oprawa została wprowadzona 14 lipca 2014 roku, wtedy ponownie zmieniono oprawę muzyczną.

## Godzina nadawania

### Obecnie
Telekurier jest nadawany od poniedziałku do piątku o 17:00 (tylko TVP3 Poznań) i 21:00  w TVP3. 

### Dawniej
Do 2006 roku Telekurier nadawany był codziennie o godzinie 20:00. W 2003 i 2004 roku Telekurier nadawany był o 20:05. Do maja 2007 roku nadawane było również sobotnie wydanie Telekuriera z różnych miejsc w Polsce, w których działy się problemy zwykłych ludzi (jako Telekurier na żywo). Wydanie to powróciło w 2010 roku jako Telekurier EXTRA i było nadawane ze studia. W latach 2003 – 2005 nadawane było wieczorne wydanie Telekuriera po 23:00 (Telekurier nocą). Przed 2004 rokiem, w soboty, nadawane było dodatkowe wydanie Telekuriera pod nazwą Telekurier Bis. Na początku maja 2010 po zakończeniu nadawania programu Patrol wznowiono nadawanie programu w soboty (ze studia jako Telekurier EXTRA, także w latach 2013-2015 w niedziele). Do czerwca 2013 roku Telekurier emitowany był na antenie TVP Info, od poniedziałku do piątku, o godzinie 21:20. Od 1 września do 30 listopada 2013 r. był emitowany o 19:00, później do 28 sierpnia 2015 r. o 22:40 i od 29 sierpnia 2015 do kwietnia 2018 o 23:05. Po ponownym uruchomieniu kanału TVP Info, w dniu 29 grudnia 2023, program ten został przywrócony, gdyż na dzień 19 stycznia 2024 emitowany jest o godzinie 19:00 od poniedziałku do piątku mogą wystąpić także wyjątki, gdy program nie jest emitowany na tym kanale.